# Доскалиев, Жаксылык Акмурзаевич
Жаксылык Акмурзаевич Доскалиев (30 ноября 1955, Алга, Актюбинская область) — министр здравоохранения Республики Казахстан (2001—2004, 2008—2010), доктор медицинских наук, профессор.

## Биография
Родился 30 ноября 1955 года в городе Алга Актюбинской области.
В 1979 году окончил Актюбинский медицинский институт по специальности врач-лечебник.
После окончания института, в 1979—1986 годах, работал врачом-хирургом, затем первым заместителем главного врача Алгинской центральной районной больницы.
В 1986—1988 годах — прошел обучение (клиническую ординатуру) во Всесоюзном научном центре хирургии.
С 1989 по 1991 годы — ассистент Актюбинского мединститута.
С 1991 по 1998 годы — старший научный сотрудник, заведующий отделением лапараскопической хирургии Научного центра хирургии им. А. Н. Сызганова.
С октября 1998 по август 2000 года — ректор Актюбинской медицинской академии.
С 1999 по 2000 год — депутат Актюбинского областного маслихата.
С августа 2000 по октябрь 2001 года — председатель Агентства Республики Казахстан по делам здравоохранения.
С октября 2001 по апрель 2004 года — министр здравоохранения Республики Казахстан.
4 апреля 2004 года назначен ректором РГКП Казахской государственной академии медицины (г. Астана).
В августе 2007 года избран депутатом Мажилиса Парламента Республики Казахстан.
Был избран председателем комитета по социально-культурному развитию Мажилиса Парламента Республики Казахстан.
С 20 ноября 2008 года вновь назначен министром здравоохранения Республики Казахстан.
В 2024 году работает в г.Астане советником главного врача по хирургическим болезням в Многопрофильной городской больнице №2, а также на кафедре  хирургических болезней имени профессора Цой Г.В., НАО «МУА»

## Коррупционный скандал
21 сентября 2010 года министр здравоохранения Республики Казахстан Жаксылык Доскалиев в ходе выездной коллегии министерства в Северо-Казахстанской области устроил внеплановую проверку своим подчиненным и остался недоволен их знаниями.
В тот же день финансовой полицией было возбуждено уголовное дело в отношении министра по факту превышения должностных полномочий. 25 сентября 2010 года Доскалиев был задержан сотрудниками финансовой полиции Казахстана, однако днём ранее его состояние здоровья ухудшилось и он оказался в Национальном научном медицинском центре. Руководство Научного центра, где находится министр, заявляло, что пациент Доскалиев находился в крайне тяжёлом состоянии — в коме. Однако финпол продемонстрировал видеозапись, где глава Минздрава, разговаривает с врачами и при этом активно жестикулирует. В итоге следователям удалось доказать, что министр здравоохранения симулирует инсульт, а врачи Научного центра признались что давали ложные показания о состоянии Доскалиева.
Жаксылык Доскалиев обвинялся в превышении власти и злоупотреблении должностными полномочиями, получении взятки в особо крупном размере и хищении бюджетных средств. В частности в ходе следствия установлено, что Доскалиев в качестве взятки получил ещё 6 квартир. Одну из них Доскалиев оформил на своего близкого родственника, пять продал.
В ночь со 2 октября на 3 октября 2010 года Сарыаркинский районный суд г. Астаны дал санкцию на арест.
7 октября 2010 года Указом Президента Республики Казахстан освобождён от занимаемой должности.
28 апреля 2011 год Прокуратура Астаны передала уголовное дело на рассмотрении межрайонный суд по уголовным делам.
5 августа 2011 года приговорен к 7 годам колонии строгого режима с конфискацией имущества.
Находясь в заключении Доскалиев написал прошение главе государства с прошением о помиловании. Обращение было поддержано.
В январе 2012 года вышел Указ Президента Казахстана о помиловании Доскалиева путём сокращения срока наказания с 7 до 2 лет. А уже после этого Жаксылык Доскалиев подал ходатайство об условно-досрочном освобождении.
29 февраля 2012 года Городской суд г. Астаны принял решении об условно-досрочном освобождении из мест лишения свободы; 16 марта 2012 года после окончания срока для подачи апелляций со стороны надзорных органов экс-министр был выпущен на свободу.
3 августа 2012 года несмотря на судимость экс-министр был вновь принят на государственную службу, стал работать в качестве научного сотрудника в Национальном научном медицинском центре — руководителем центра трансплантации органов.
С 2013 года работает в должности руководителя в Республиканском центре трансплантации.

## Семья
- Жена: Доскалиева, Айжан Кабесовна

### Дети
- дочь — Асем (1978 г.р.),
- сын — Доскалиев Айдос (1982 г.р.) — врач нейрохирург, АО «Национальный Центр Нейрохирургии» г. Астана. Проходил обучение в Японии в Хиросимском Университете. Автор публикаций в научных журналах.

## Награды
- Орден Курмет (2004)
- Лауреат Государственной премии Республики Казахстан.
- Орден Ломоносова
- Орден «Гиппократ»
- Лауреат премии «Народный любимец года» в 2016 году в номинации «Врач года»[12].